# Aude Mirkovic
Pour les articles homonymes, voir Mirkovic.
Aude Mirkovic, née le 25 juin 1973, est une juriste, universitaire et essayiste française.
Elle est actuellement maître de conférences habilitée à diriger des recherches (HDR) en droit privé et sciences criminelles, responsable du master droit de la santé et des biotechnologies.
Spécialisée en droit de la famille et de la bioéthique, elle est aussi porte-parole de l'association « Juristes pour l'enfance », association qu'elle a créée en 2008. 
Elle est connue en France et à l’étranger pour son expertise juridique sur la GPA et la PMA et plus récemment sur la « philosophie du droit ».
Ses travaux lui ont valu d'être sollicitée en 2018 sur les questions de Bioéthique « Procréation et société » par la Commission des lois constitutionnelles, de la législation et de l’administration générale de la République.

## Parcours universitaire
Elle commence ses études de droit en 1989 à l'université de Bretagne-Occidentale (UBO) et poursuit à Paris où elle rejoint l'université Paris-Panthéon-Assas. En 1993, elle obtient sa maîtrise en droit privé carrière judiciaire ainsi qu'un DEA de droit privé général, dirigé par le professeur Michelle Gobert.
Elle obtient son doctorat en droit en 2001, sous la direction du professeur François Terré, membre de l’Académie des sciences morales et politiques sur le sujet suivant : « La personne humaine, étude visant à clarifier la situation en droit de l’enfant à naître » . Publiée aux presses universitaires Aix Marseille (PUAM), sa thèse est récompensée par une mention très honorable avec les félicitations du jury. Elle obtient également le prix de thèse de l'Université Paris-Panthéon-Assas pour ses travaux.

## Biographie
Durant les années 1990 et 2000, elle chante dans divers groupes de rock identitaire. Selon le journal Mediapart, elle est alors « nourrie des thèses de l'extrême droite radicale » et chante la « haine de la République » et des paroles « aux relents antisémites ». 
Elle obtient son doctorat en droit à l'université Panthéon-Assas en 2001.
Elle est maître de conférences en droit privé et en sciences criminelles à l'université d'Évry, HDR en 2013. En 2010 et 2011, elle est également membre du Conseil national des universités.
Elle est par ailleurs porte-parole de l'association Juristes pour l'enfance et membre du Collectif pour l'enfant et de Famille et République. 
Elle se fait connaître du grand public à la fin des années 2010, par le biais de son combat contre la légalisation en France de la gestation pour autrui et de la procréation médicalement assistée pour les couples de femmes et les femmes célibataires.
Elle apparait dans les médias comme une intellectuelle engagée et conservatrice, très active auprès de « La Manif pour tous », ouvertement engagée contre l’avortement et la PMA, « portée par sa foi catholique ».

## Ouvrages

### Ouvrages scientifiques
- La notion de personne. Étude visant à clarifier le statut juridique de l'enfant à naître, PUAM, 2003.
- Droit civil : personnes, famille, Levallois-Perret, Studyrama, coll. « Panorama du droit », 3e éd., 2010.
- Introduction générale au droit, Levallois-Perret, Studyrama, coll. « Panorama du droit », 2e éd., 2011.
- L'essentiel de la bioéthique, Lextenso, coll. « Carrés rouges », 2012.
- Mariage des personnes de même sexe - La controverse juridique, Paris, Téqui, 2013.
- PMA, GPA : la controverse juridique. Après le mariage pour tous, l’enfant pour tous ?, Paris, Téqui, 2014.
- Dir., Le don de gamètes, Bruxelles, Bruylant, 2014.
- Droit de la famille et des personnes, Levallois-Perret, Studyrama, coll. « Panorama du droit », 2014.
- Dir., avec Olivia Sarton, Le droit et le juste, Huningue, Presses universitaires Rhin & Danube, coll. « Droit et Justice », 2022.
- Avec Claire de Gatellier, Questionnements de genre chez les enfants et les adolescents, Paris, Artège, 2022.

### Essais
- Avec Béatrice Bourges et Elizabeth Montfort, De la théorie du genre au mariage de même sexe. L'effet dominos : théorie du genre, mariage de même sexe, multiparenté, procréation médicalement assistée, gestation pour autrui..., Paris, Peuple Libre, 2014.
- PMA, GPA : quel respect pour les droits de l'enfant ?, Paris, Téqui, 2016.
- PMA, un enjeu de société, Paris, Artège, 2018.

### Roman
- En rouge et noir, Paris, éd. Scholæ, 2017.